# Avlonyalı Mehmed Ferid Pascià
Avlonyalı Mehmed Ferid (turco: Avlonyalı Ferit Paşa o Avlonyalı Mehmet Ferit Paşa (Valona, 1851 – Sanremo, 1914) è stato un politico ottomano di etnia albanese.
Ha servito come Gran Visir dell'Impero Ottomano dal 15 gennaio 1903 al 22 luglio 1908, nel momento in cui il Sultano restaurò la Costituzione del 1876 dopo la Rivoluzione dei Giovani Turchi. Oltre al turco ottomano, parlava l'albanese, l'arabo, il francese, l'italiano ed il greco. 

## Biografia
Mehmed Ferid Pascià discendeva dalla illustre ricca famiglia di proprietari terrieri Vlora che aveva molta influenza nell'Albania meridionale (fino a Preveza) e nell'Albania centrale e fornì allo stato ottomano alti funzionari per più di quattro secoli. Suo fratello Syrja Vlora servì come consigliere economico del sultano Abdul Hamid II e fra gli altri membri della famiglia, si include il fondatore dello stato moderno albanese Ismail Qemal Bej Vlora. Durante la sua giovinezza, Ferid frequentò il liceo greco Zosimea a Giannina dove imparò il greco, il francese e l'italiano. Alla fine degli anni '70 del XIX secolo, Ferid Pascià fu coinvolto nella Shoqëri e të Shtypuri Shkronja Shqip (società per la pubblicazione dei letterati albanesi). Dopo il crollo della Lega di Prizren si dedicò a una carriera nella burocrazia ottomana, diventando governatore di Konya in Anatolia.
Ferid Pascià fu nominato Gran Visir (sadrazam) da Abdul Hamid II nel 1903, dopo che il sultano aveva sconfitto il movimento della Lega di Peja e chiuso tutte le scuole di lingua albanese in Albania. In mezzo a una situazione geopolitica in deterioramento nei Balcani, le ragioni per cui il sultano scelse Ferid Pascià per ricoprire questo ruolo, erano che proveniva da Valona, che era di etnia albanese, aveva una buona reputazione e che teneva gli albanesi in grande considerazione per il loro servizio e lealtà all'impero.  Le aspettative del sultano erano che Ferid Pascià avrebbe mantenuto gli albanesi fedeli all'impero e li avrebbe mobilitati se una crisi geopolitica lo avesse richiesto. Ferid Pascià offrì al sultano la sua promessa di fedeltà dicendo: "Un albanese che dice besa una volta non può in alcun modo rompere la [sua] promessa e non può essere infedele [ad essa]". Portò una solida esperienza burocratica e una rete di collegamenti etnici albanesi da un'area strategica e importante dell'impero. In qualità di Gran Visir di recente nomina, Ferid Pascià voleva che fossero prese precauzioni forti contro il movimento dei Giovani Turchi per contrastare ogni possibile tentativo di colpo di stato contro il sultano. Nel febbraio 1904 Ferid Pascià ordinò che Necib Efendi, mutasarrif di Elbasan fosse trasferito dal suo incarico, a causa delle accuse di cattiva morale e impotenza.
Nel marzo 1906 scoppiò una rivolta a Erzurum per l'alta tassazione e Ferid Pascià rifiutò le richieste dei ribelli affermando che le aliquote fiscali erano le stesse in tutto l'impero senza eccezioni. In seguito per placare i ribelli Ferid Pascià telegrafò al clero musulmano di Erzurum che una commissione sarebbe stata inviata per indagare e in caso di abuso di potere il governatore licenziato.
La geopolitica e la questione albanese furono al centro di Ferid Pascià che espresse preoccupazione nel maggio 1906. Per lui l'Italia mirava a trasformare il "mare Adriatico in un lago italiano" espresso in parte attraverso la sua influenza in Albania e le connessioni di Roma con gli italo-albanesi e alcune delle loro società che chiedevano l'autonomia albanese accanto a funzionari italiani segreti e palesi che operano nella regione. Avvertendo i funzionari ottomani di diffidare delle attività dei funzionari italiani in Albania, considerava anche l'Austria-Ungheria come avente le proprie "idee e speranze vessatorie" sull'Albania.
Durante la rivoluzione dei giovani turchi (1908) l'ufficio del Gran Vizer incaricò Hilmi Pascià di inviare un funzionario per indagare sul motivo del raduno a Firzovik e disperdere la folla albanese senza forza. Il 20 luglio due telegrammi di 194 notabili della riunione di Firzovik furono inviati a Ferid Pascià e al Seyhulislam chiedendo il ripristino della costituzione del 1876. Il sultano licenziò Ferid Pascià il 23 luglio 1908 e lo rimpiazzò con Mehmed Said Pascià dopo che non riuscì a impedire la Rivoluzione dei Giovani Turchi e a mantenere gli albanesi fedeli allo stato di cui alcuni erano coinvolti in quegli eventi.  Il suo incarico come Gran Visir durò per cinque anni, sei mesi e otto giorni e sarebbe stato il terzo più lungo durante il regno di Abdul Hamid II, rappresentando la dipendenza del sultano dagli albanesi musulmani. Nel 1909, Ferid Pascià era diventato ministro degli interni e nel parlamento ottomano difese le azioni del governo in Kosovo contro le critiche dei deputati albanesi sull'uso indiscriminato della forza da parte dell'esercito ottomano contro ribelli e civili coinvolti nel fuoco incrociato. Ferid Pascià affermò che lo stato ottomano riscuoteva le tasse secondo la legge e gli scambi parlamentari ricevettero applausi dai deputati di ogni parte, evidenziando la polarizzazione politica del tempo. Nel 1912 con la rivolta albanese e il deterioramento della situazione in Kosovo, il sultano Mehmed V chiese a Ferid Pascià di diventare ministro degli interni e membro di un nuovo governo.
Il suo terzo figlio Jalaluddin Pascià sposò la principessa Atiyetullah Khanum Efendi, la figlia maggiore di Abbas II d'Egitto.